# Cylindromyia ochrescens
Cylindromyia ochrescens är en tvåvingeart som först beskrevs av Townsend 1931.  Cylindromyia ochrescens ingår i släktet Cylindromyia och familjen parasitflugor. Inga underarter finns listade i Catalogue of Life.